# J.P. Morgan & Co.
JP Morgan & Co. fu un istituto bancario commerciale e di investimento fondato da John Pierpont Morgan nel 1871. La società fu un predecessore degli attuali tre più grandi istituti bancari del mondo (JPMorgan Chase, Morgan Stanley e Deutsche Bank - tramite Morgan, Grenfell & Co.) e fu coinvolta nella formazione della Drexel Burnham Lambert. La società viene talvolta definita "casa di Morgan" o semplicemente "Morgan".
Il nome JP Morgan è ora utilizzato come marchio per le operazioni di investment banking di JPMorgan Chase.

## Storia

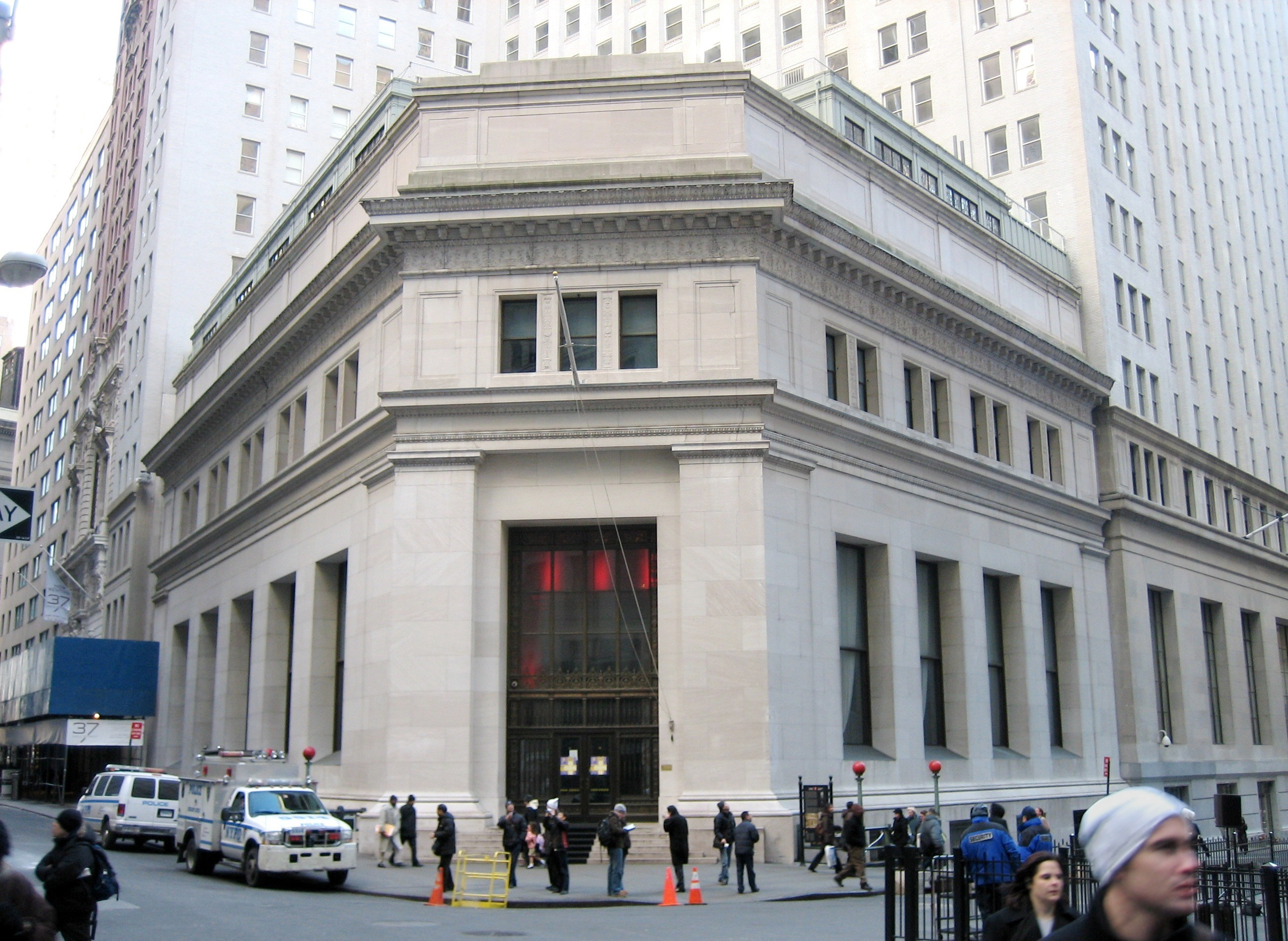
23 Wall Street, ex quartier generale di JP Morgan & Co..

Le origini dell'azienda risalgono al 1854 quando Junius S. Morgan entrò a far parte della George Peabody & Co. (che divenne Peabody, Morgan & Co.), un'azienda bancaria con sede a Londra guidata da George Peabody. Junius assunse il controllo dell'azienda, cambiando il suo nome in JS Morgan & Co. nel 1864, al momento del pensionamento di Peabody. Il figlio di Junius, J. Pierpont Morgan, dapprima apprendista presso Duncan, Sherman and Company a New York, fondò quindi la propria azienda con un cugino, denominata J. Pierpont Morgan & Company, nel 1864. J. Pierpont Morgan & Company negoziava titoli di stato e cambi monetari. Agì anche come agente per Peabody. Junius, tuttavia, considerò alcune delle imprese del figlio Pierpont altamente speculative. Pertanto Pierpont assunse Charles H. Dabney (un legame stabilitosi quando Pierpont fu inviato alle Azzorre da bambino) come socio senior, e la ditta fu prima conosciuta come Dabney, Morgan and Company (a partire dal 1864) e poi "Drexel, Morgan & Co." a partire dal 1871. In quelle aziende, Pierpont usò il suo legame con Peabody per connettere il capitale finanziario britannico con le società industriali statunitensi in rapida crescita, come le ferrovie, che avevano bisogno di capitale finanziario. Il Drexel della Drexel, Morgan & Co. era il banchiere di Filadelfia Anthony J. Drexel, fondatore di quella che oggi è la Drexel University.

## Casa di Morgan
Alla morte del padre Junius nel 1890, Pierpont Morgan prese il suo posto alla JS Morgan and Company. Dopo la morte di Drexel, la Drexel, Morgan & Co. si riorganizzò nel 1895 e venne rinominata JP Morgan and Company. Essa finanziò la costituzione della United States Steel Corporation, che rilevò l'attività di Andrew Carnegie e altri, divenendo la prima società al mondo da miliardi di dollari. Nel 1895 la società fornì al governo degli Stati Uniti 62 milioni di dollari in oro per l'emissione di obbligazioni e per ripristinare l'avanzo del Tesoro di 100 milioni di dollari. Nel 1892 la società iniziò a finanziare la New York, New Haven and Hartford Railroad e la guidò attraverso una serie di acquisizioni, che la fecero diventare il principale trasportatore ferroviario nel New England.

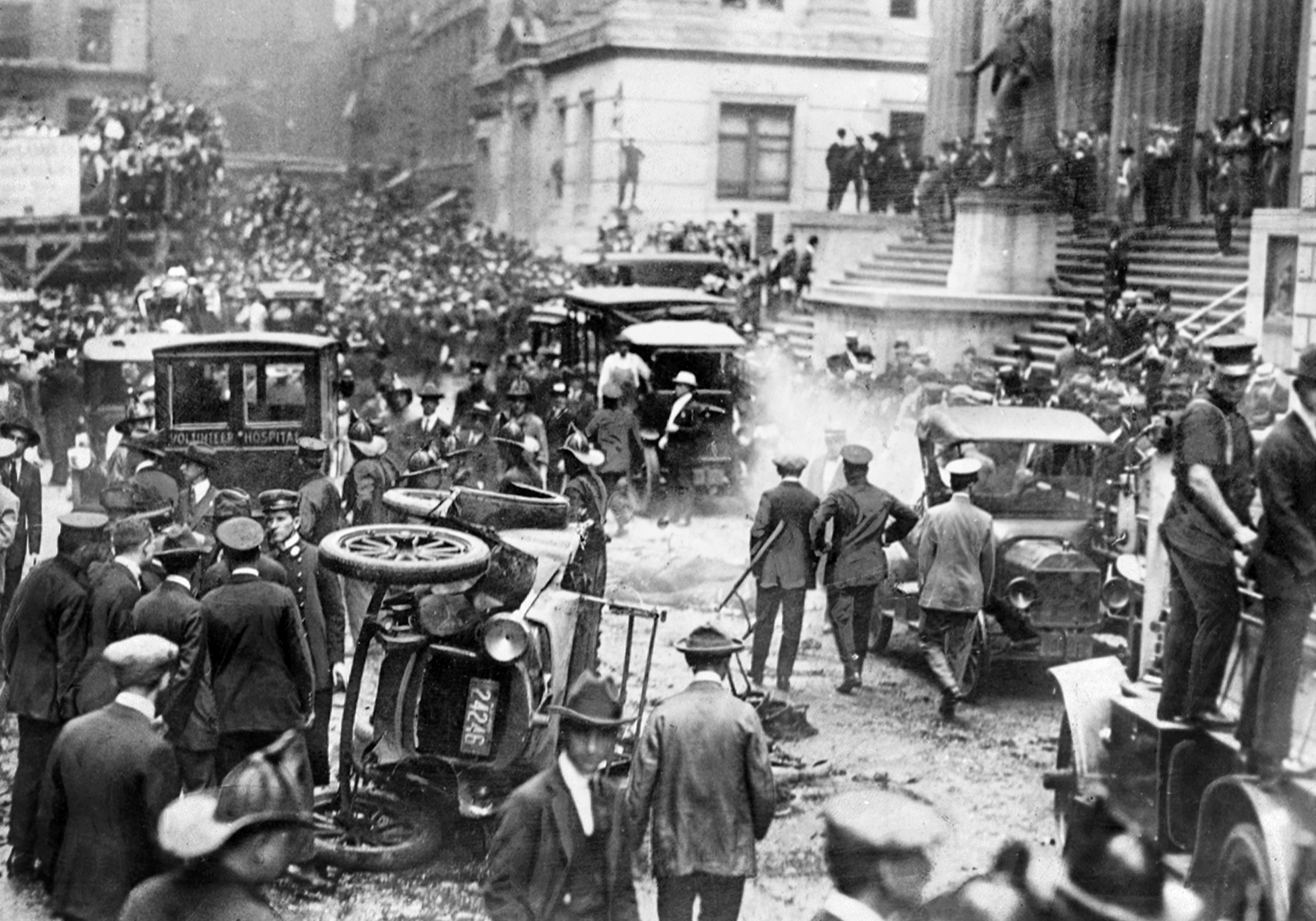
L'attentato di Wall Street il 16 settembre 1920: una bomba esplose di fronte al quartier generale di JP Morgan Inc. al 23 Wall Street, ferendo 400 persone e uccidendo 38 persone.

Costruito nel 1914, 23 Wall Street era noto come "The Corner" (in italiano L'angolo) e "The House of Morgan" (in italiano La casa di Morgan). A mezzogiorno del 16 settembre 1920, una bomba, posta da mani anarchiche, esplose di fronte alla banca, uccidendo 38 persone e ferendone 400. Poco prima che la bomba esplodesse, uno sconosciuto mise un messaggio di avvertimento in una cassetta postale all'angolo tra Cedar Street e Broadway. Il messaggio recitava: "Ricordate che non tollereremo più. Liberate i prigionieri politici o sarà morte sicura per tutti voi. American Anarchists Fighters. (in italiano Combattenti anarchici americani)". Anche se vi erano molte teorie su chi c'era dietro l'attentato di Wall Street e sulle motivazioni del gesto, dopo vent'anni di indagini l'FBI archiviò il caso, nel 1940, senza mai scoprirne gli autori.

## Finanziamento delle obbligazioni alleate durante la prima guerra mondiale
Nell'agosto 1914, Henry P. Davison, un socio di Morgan, si recò a Londra e fece un accordo con la Banca d'Inghilterra per fare di J.P. Morgan & Co. l'unico sottoscrittore di obbligazioni di guerra per la Gran Bretagna e la Francia. Nell'ottobre 1915 la Morgan & Co. ottenne il controllo del sindacato d'emissione del primo prestito verso la Francia e il regno Unito pari a 500 milioni di dollari, la più grande operazione finanziaria mai intrapresa dalla banca a quell'epoca. Il sindacato era composto da sessantuno banche e società finanziarie varie coordinati dalla J.P. Morgan & Co., ma essi dovettero affrontare la riluttanza dei detentori di capitale negli Stati Uniti ma, nonostante questo intoppo, la società riuscì a piazzare altri quattro prestiti, per un totale di 950 milioni di dollari tra il 1916 e il 1917; J.P. Morgan prestò circa 1,5 miliardi di dollari (circa 38,29 miliardi di dollari nei dollari odierni) agli Alleati per combattere contro l'impero tedesco. La Banca d'Inghilterra divenne quindi agente fiscale della J.P. Morgan & Co. e viceversa.
La società divenne anche l'agente dei governi francese e inglese negli USA: essa doveva acquistare attrezzatura bellica negli USA a prezzi vantaggiosi, ricevendo in cambio il 2% sul prezzo delle merci fino a 10 milioni di sterline e dell'1% oltre la suddetta cifra. Questo accordo era dovuto alla decisione da parte del Regno Unito di fermare il sistema che precedeva che l'Ammiragliato e l'Ufficio della Guerra acquistasse direttamente l'attrezzatura bellica necessaria presso il mercato inglese ed estero, in quanto ormai solo gli Stati Uniti potevano soddisfare questa domanda, rendendo necessaria la presenza di un agente fisso in quel paese, ruolo che J.P. Morgan riuscì ad avere.

## Gli anni '20
All'inizio degli anni 1920, JP Morgan & Co. era attiva nella promozione di banche nell'emisfero meridionale, tra cui la Bank of Central and South America. Questo decennio fu l'apogeo della banca: essa era forse la più grande casa bancaria privata degli Stati Uniti, forse del mondo; nel '29, prima della Grande depressione, essa aveva all'attivo 680 milioni di dollari, quattro volte di più delle più grosse merchant bank di Londra. Un altro segno di questo apogeo è rappresentato dal prestito Dawes del 1924, pari a 800 milioni di reichsmark, emesso a favore della Germania a seguito del piano Dawes; esso fu il più grande prestito dell'epoca e questo venne emesso su più piazze finanziarie con il coordinamento della J.P. Morgan & Co., riuscendo il tal mondo a stabilizzare la valuta della repubblica di Weimar (soggetta fino a quell'epoca ad iperinflazione) e a far sì che essa riuscisse a pagare le rate delle riparazioni di guerra.

## Glass-Steagall Act e Morgan Stanley
Nel 1933 le disposizioni del Glass-Steagall Act costrinsero JP Morgan & Co. a separare i suoi investimenti bancari dalle sue operazioni bancarie commerciali. JP Morgan & Co. scelse di operare come banca commerciale, perché dopo il crollo del mercato azionario del 1929, l'investment banking era divenuta un'attività screditata e il prestito commerciale era percepito come l'attività più redditizia e prestigiosa; la sua fu una scelta controcorrente rispetto alle tendenze di altre sue omologhe, le quali fecero la scelta opposta, divenendo investiment banks. Inoltre, molti all'interno di JP Morgan credevano che un cambiamento nel clima politico avrebbe consentito alla società di riprendere le sue attività nel settore dei titoli, ma che sarebbe stato quasi impossibile ricostituire la banca se fosse stata smontata.
Nel 1935, dopo essere stato escluso dall'attività sui titoli per oltre un anno, i capi di JP Morgan decisero di interrompere le operazioni di investimento bancario. Due soci di JP Morgan, Henry S. Morgan (figlio di Jack Morgan e nipote di J. Pierpont Morgan) e Harold Stanley, non concordi con la decisione di divenire una commercial bank, fondarono la Morgan Stanley il 16 settembre 1935 con 6,6 milioni di dollari di azioni privilegiate senza diritto di voto dai soci di JP Morgan. All'inizio il quartier generale di Morgan Stanley era a 2 Wall Street, in fondo alla strada rispetto a JP Morgan, e i banchieri di Morgan Stanley usavano abitualmente 23 Wall Street per concludere le transazioni.

## Morgan Guaranty Trust
Negli anni successivi allo spin-off di Morgan Stanley, il business dei titoli si dimostrò solido, mentre la società madre, che incorporò nel 1940, era meno movimentata. Negli anni '50 JP Morgan era solo una banca di medie dimensioni. Per rafforzare la sua posizione, nel 1959, JP Morgan si fuse con la Guaranty Trust Company di New York per formare la Morgan Guaranty Trust Company. Le due banche avevano già numerose relazioni tra loro e avevano caratteristiche complementari in quanto JP Morgan portava un nome prestigioso e clienti e banchieri di alta qualità mentre Guaranty Trust portava una notevole quantità di capitale. Sebbene la Guaranty Trust fosse quasi quattro volte più grande di JP Morgan, al momento della fusione nel 1959, JP Morgan era considerato l'acquirente e il sopravvissuto nominale e gli ex dipendenti di JP Morgan divennero i principali dirigenti della società incorporata.

## Ritorno di JP Morgan & Co.

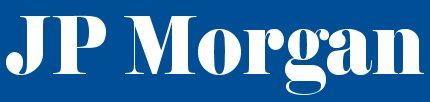
Logo della JP Morgan & Co. prima della fusione con la Chase Manhattan Bank nel 2000

Dieci anni dopo la fusione, Morgan Guaranty costituì una holding bancaria chiamata JP Morgan & Co. Incorporated, ma continuò a operare come Morgan Guaranty negli anni '80 prima di tornare a utilizzare il marchio JP Morgan. Nel 1988 la società iniziò nuovamente ad operare esclusivamente come JP Morgan & Co..
Sempre negli anni '80, JP Morgan, J.P. Morgan insieme ad altre banche commerciali spinse l'offerta di prodotti verso l'investment banking, a partire dall'emissione di carta commerciale. Nel 1989 la Federal Reserve permise a JP Morgan di essere la prima banca commerciale a sottoscrivere un'offerta di debito societario. Negli anni '90 la J.P. Morgan si mosse rapidamente per ricostruire le sue operazioni di investment banking e alla fine degli anni '90 sarebbe emersa come uno dei primi cinque operatori nella sottoscrizione di titoli.

## JPMorgan Chase
Alla fine degli anni '90, J.P. Morgan si era affermata come un grande ma non dominante franchising commerciale e di investment banking, con un marchio attraente e una forte presenza nella sottoscrizione di titoli di debito e azionari.
A partire dal 1998 JP Morgan discusse apertamente della possibilità di una fusione e prevalse la speculazione di un'associazione con banche come Goldman Sachs, Chase Manhattan Bank, Credit Suisse e Deutsche Bank AG. Chase Manhattan emerse come una delle banche commerciali più grandi e in più rapida crescita negli Stati Uniti attraverso una serie di fusioni nel decennio precedente. Nel 2000 Chase, che era alla ricerca di un'altra fusione di trasformazione per migliorare la sua posizione nell'investment banking, si fuse con JP Morgan per formare JPMorgan Chase & Co.
JPMorgan Chase diventerebbe una delle maggiori banche sia negli Stati Uniti che a livello globale offrendo una gamma completa di attività di investment banking, commercial banking, retail banking, asset management, private banking e private equity.
Nel 2004 JPMorgan avviò una joint venture con Cazenove, che combinò le operazioni di investment banking di Cazenove con le attività di investment banking nel Regno Unito di JPMorgan. Entro il 2010 JPMorgan rilevò la società. J.P. Morgan Cazenove è un nome di marketing per le attività di investment banking nel Regno Unito e per le attività di cash equity e ricerca azionaria EMEA di JPMorgan Chase & Co. e delle sue controllate.

## Elenco dei CEO di JP Morgan & Co.
In seguito alla sua formazione nel 1871, John Pierpont Morgan fu universalmente accettato come massima autorità esecutiva di JP Morgan & Co. fino alla sua morte nel 1913 (nonostante avesse il semplice titolo di "socio anziano"). Dopo l'incorporazione di JP Morgan & Co. nel 1942, il capo della banca dell'epoca, John Pierpont "Jack" Morgan Jr., divenne il suo primo presidente e CEO. Successivamente JP Morgan & Co. venne guidata da dieci CEO prima di fondersi con Chase Manhattan Bank per diventare JPMorgan Chase.
- JP Morgan Jr. (1942–1943)
- Thomas W. Lamont (1943–1948)
- Russell C. Leffingwell (1948-1950)
- George Whitney (1950-1955)
- Henry C. Alexander (1955-1965)
- Thomas S. Gates Jr. (1965–1969)
- John Meyer Jr. (1969-1971)
- Ellmore C. Patterson (1971–1978)
- Walter Hines Page Jr. (1978-1980)
- Lewis Thompson Preston (1980-1988)
- Dennis Weatherstone (1988–1994)
- Douglas A. Warner III (1994–2001)